# Samuel Owens gata

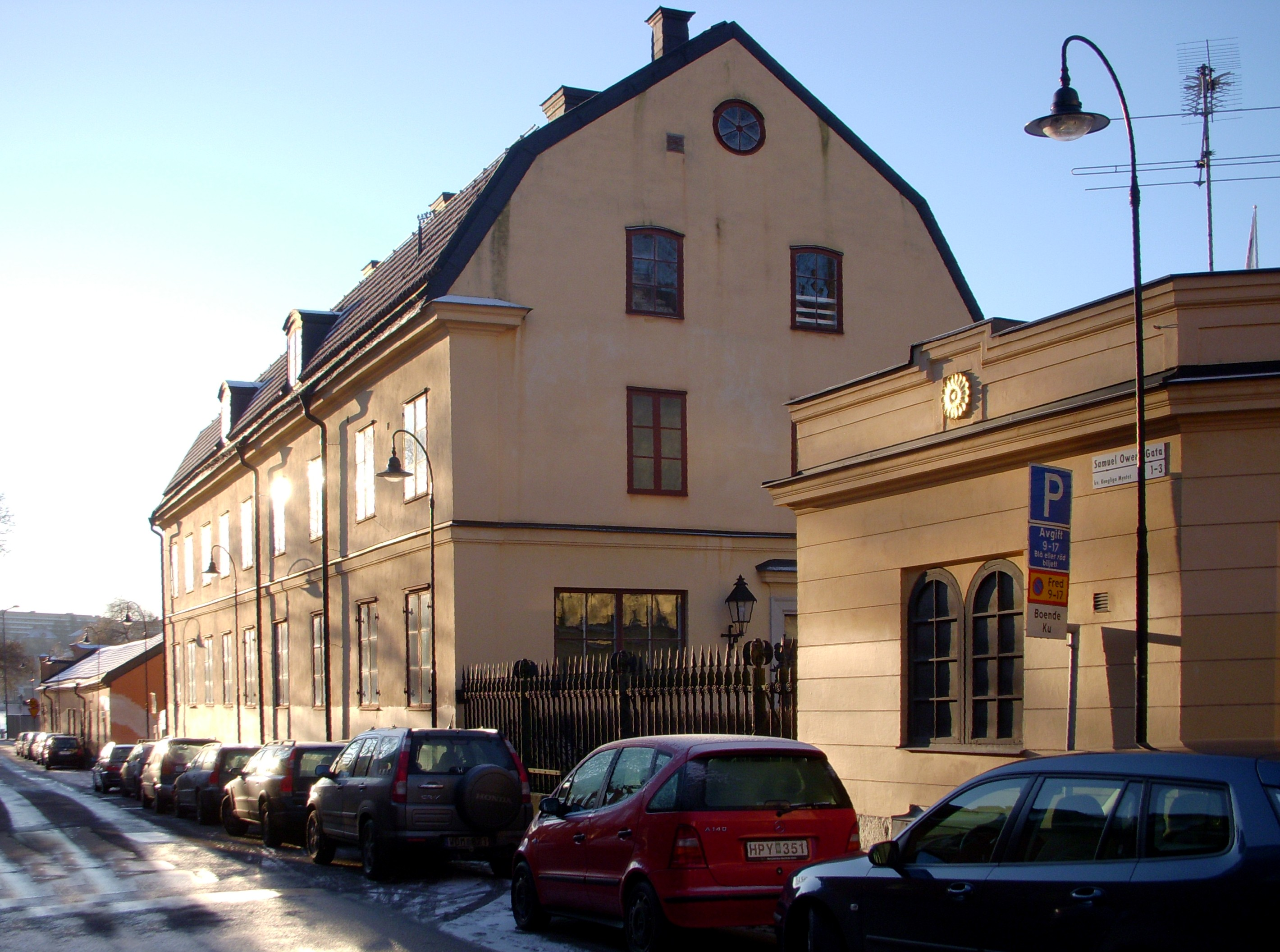
Samuel Owens gata, vy mot söder.

Samuel Owens gata på östra Kungsholmen i Stockholm sträcker sig i nord-sydlig riktning från Hantverkargatan i norr till Norr Mälarstrand och leder förbi Kungliga Myntets gamla lokaler. Gatan är cirka 100 meter lång.
Samuel Owens gata fick sitt nuvarande namn 1961, innan dess var namnet Owensgatan (1885) efter den från England invandrade industrimannen Samuel Owen (1774-1854). Att gatan benämndes efter honom berodde på att Owens ägde tomten som låg direkt väster om gatan. Här grundade han 1809 Kungsholmens Mekaniska Werkstad. 1847 såldes anläggningen till Kronan och 1850 flyttade Kungliga Myntet in, som tillverkade mynt här fram till 1974. Det var även Kungliga Myntet som begärde namnändring från Owensgatan till Samuel Owens gata, eftersom man befarade hopblandning med Odengatan.
Före 1885 hette gatan Glasbruks Gränden (1767) efter Kungsholmens glasbruk som låg på tomten öster om gatan, kvartersnamnet Glasbruket påminner fortfarande härom.